# Sebastiaan Verschuren
Sebastiaan Verschuren, né le 7 octobre 1988 à Amsterdam, est un nageur néerlandais spécialiste des épreuves de nage libre.

## Biographie
Après avoir participé aux championnats d'Europe juniors de natation en 2005 et 2006, il débute chez les seniors à l'occasion des Championnats d'Europe de natation 2006. Il se classe 19e du 1 500 m. 
Il participe ensuite aux Championnats d'Europe de natation 2008 en petit bassin. Il se classe 13e du 200 m nage libre et 9e du relais 4 × 200 m nage libre. Il ne parvient pas donc pas à se qualifier pour les Jeux olympiques d'été de 2008.
Lors des Championnats d'Europe de natation 2010, il se classe troisième sur le 200 m nage libre, remportant ainsi sa première médaille dans une grande compétition internationale. 

## Palmarès

### Championnats du monde

#### Grand bassin
- Championnats du monde 2015 à Kazan :
  -  Médaille d'argent du relais 4 × 100 m nage libre mixte

### Championnats d'Europe

#### Grand bassin
- Championnats d'Europe 2010 à Budapest (Hongrie) 
  -  Médaille de bronze du 200 m nage libre.
  -  Médaille de bronze du relais 4 × 100 m quatre nages messieurs.

- Championnats d'Europe 2016 à Londres (Royaume-Uni) 
  -  Médaille d'or du 200 m nage libre.
  -  Médaille d'or du relais 4 × 100 m nage libre mixte.
  -  Médaille d'or du relais 4 × 200 m nage libre.
  -  Médaille d'argent du 100 m nage libre.

#### Petit bassin
- Championnats d'Europe 2013 à Herning (Danemark) 
  -  Médaille de bronze du relais 4 × 50 m nage libre mixte.